# Mackay-Gletscher
Der Mackay-Gletscher ist ein mächtiger antarktischer Gletscher, der vom Polarplateau im Viktorialand in östliche Richtung zwischen der Convoy und der Clare Range fließt. An der Scott-Küste mündet er im südlichen Bereich des Granite Harbor in Form einer markanten Gletscherzunge ins Rossmeer. 
Der Gletscher wurde von Teilnehmern der Nimrod-Expedition (1907–1909) unter der Leitung des britischen Polarforschers Ernest Shackleton entdeckt. Benannt ist er nach dem schottischen Arzt Alistair Mackay (1878–1914), einem Teilnehmer der Expedition.

## Landkarten

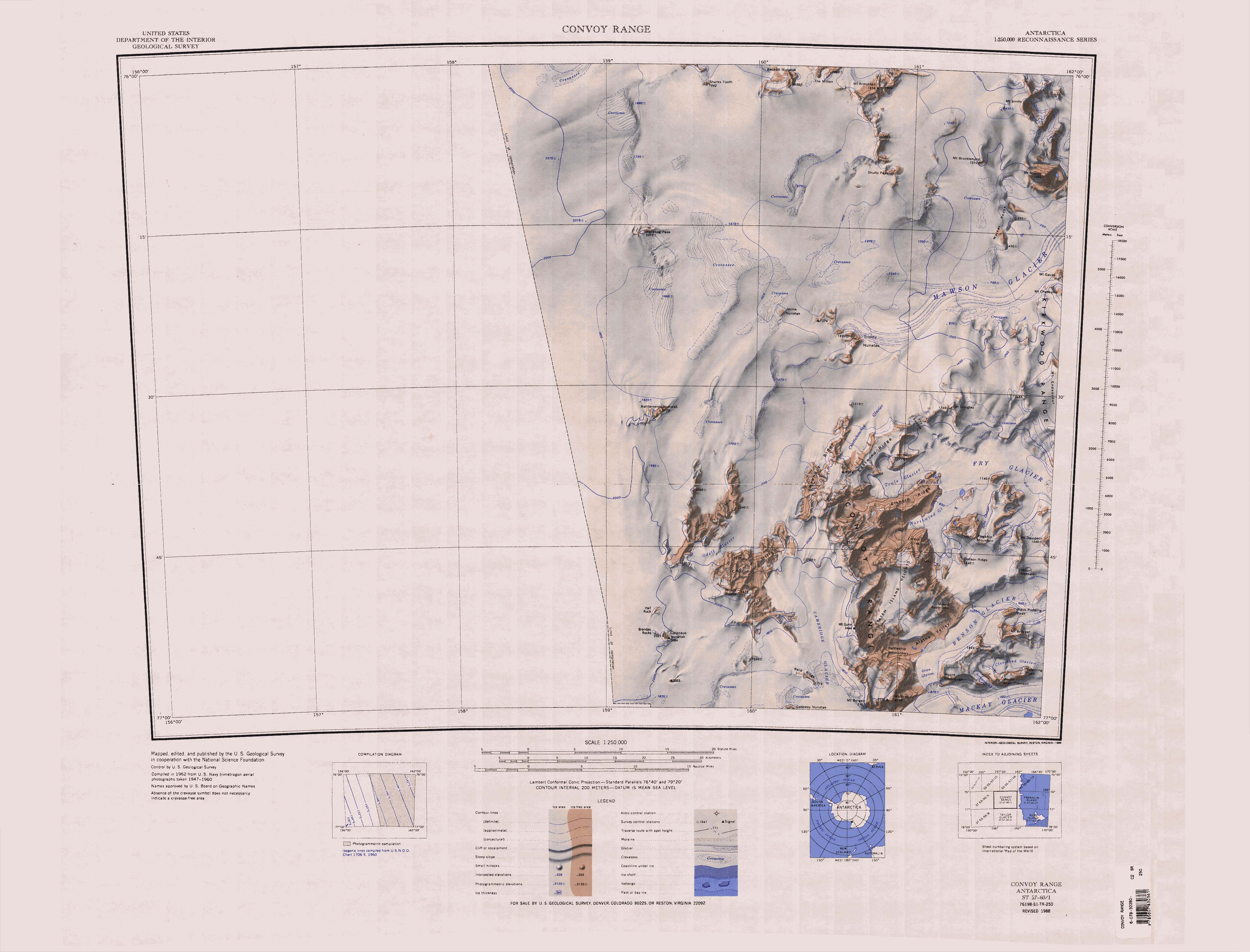
Mittelteil des Mackay-Gletschers im Südosten der Karte
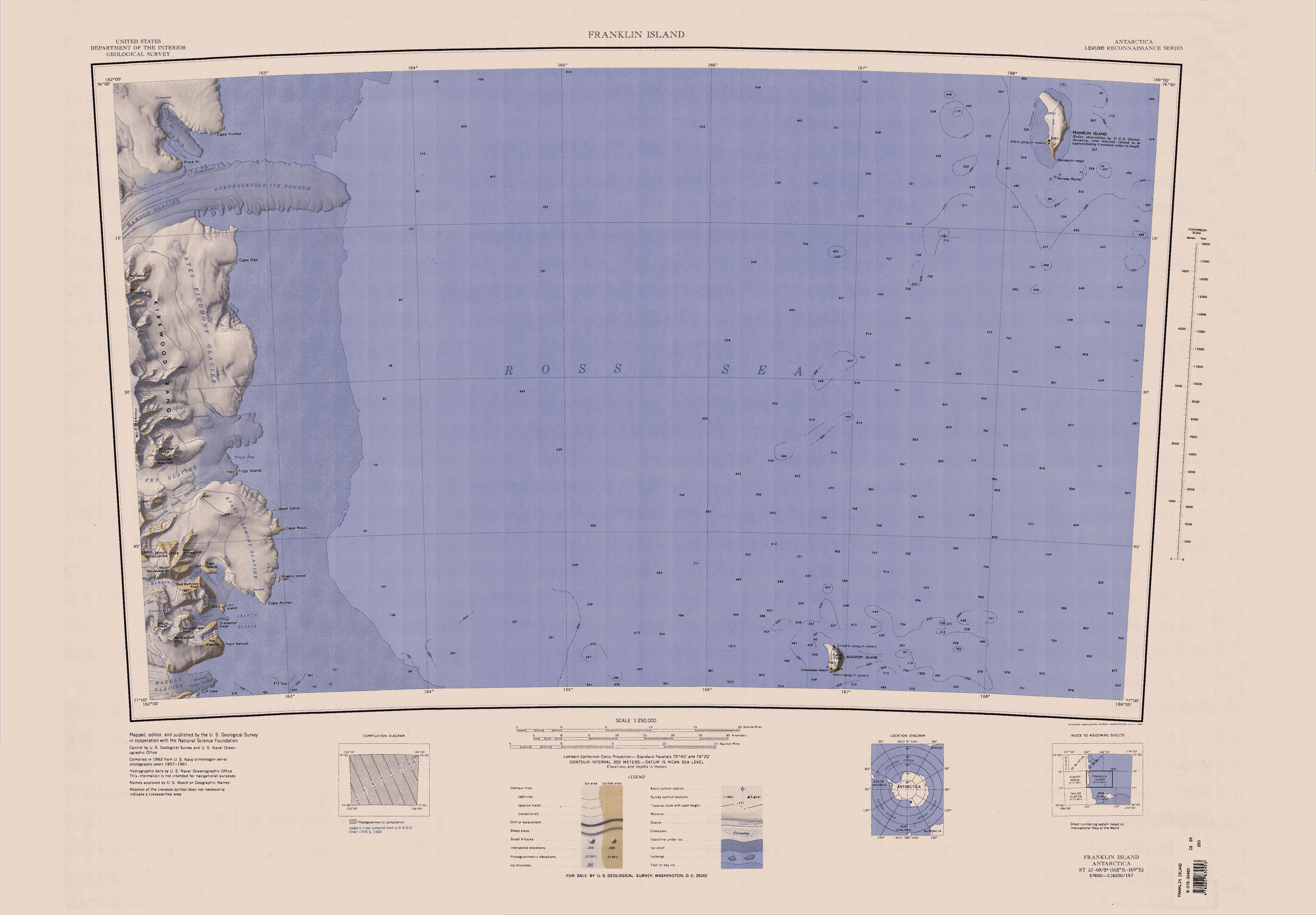
Zunge des Mackay-Gletschers im Südwesten der Karte

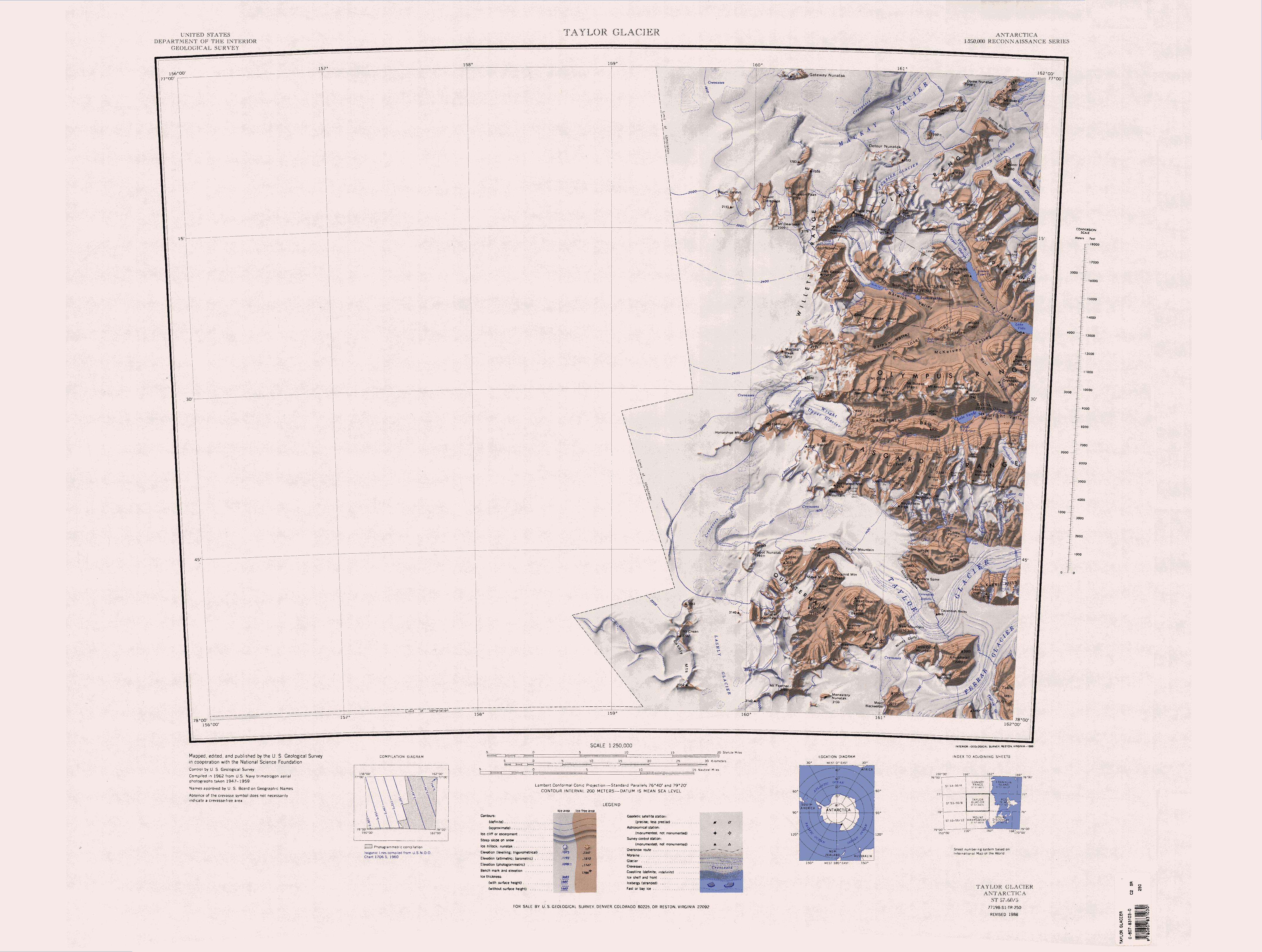
Westteil des Mackay-Gletschers im Norden der Karte